# Waleri Iwanowitsch Telnow
Waleri Iwanowitsch Telnow (russisch Валерий Иванович Тельнов, englische Transkription Valery Ivanovich Telnov; * 1950 in Podgornoje, Oblast Tomsk) ist ein russischer Physiker, der sich mit Teilchenbeschleunigern beschäftigt.
Telnow wurde in einem kleinen Dorf in Sibirien geboren. Er gewann als Schüler den Physikpreis bei der sibirischen Mathematik-Physik-Olympiade und ging dann auf eine physikalisch-mathematische Spezialschule der Staatlichen Universität Nowosibirsk, wo er anschließend Physik studierte. 1972 machte er seinen Diplom-Abschluss und 1973 wurde er dort promoviert, wobei er am späteren Budker-Institut für Kernphysik forschte. Dem Budker-Institut blieb er auch weiter verbunden. Er wurde dort leitender Wissenschaftler und gleichzeitig Professor an der Universität Nowosibirsk. Er war zu Gastaufenthalten am KEK, SLAC, DESY und CERN.
Telnow ist bekannt für seinen Vorschlag eines Photon-Colliders, den er zuerst 1980 auf einem Workshop machte. Ein Aufsatz dazu erschien 1983 in Nuclear Instruments and Methods. Im Photon Collider wird die Energie eines Elektronenstrahls auf Photonen übertragen. Durch Comptonstreuung von Laser-Photonen an einem Elektronenstrahl eines Teilchenbeschleunigers werden dabei hochenergetische Photonen erzeugt. Photon Collider wurden für den Linearbeschleuniger TESLA beim DESY vorgeschlagen, an dem Telnow beteiligt war. Er wird auch als Option des geplanten International Linear Collider diskutiert.